# Clay Aiken
Clayton Holmes Aiken Grissom, detto Clay (Raleigh, 30 novembre 1978), è un cantante statunitense secondo classificato della seconda edizione del talent show statunitense American Idol.

## Biografia
Clay Aiken inizia alla sua scalata al successo classificandosi secondo nella seconda edizione del talent show American Idol nel 2003, che gli fa ottenere un contratto con l'etichetta discografica RCA Records. Con la RCA, Aiken pubblica il suo album di debutto Measure of a Man nell'ottobre 2003. L'album arriva in vetta alla classifica Billboard 200 ed ottiene il disco di platino. Il primo singolo da esso estratto, This Is the Night, raggiunge la vetta della prestigiosa classifica Billboard Hot 100.
In seguito Aiken pubblicherà altri quattro album per la RCA: Merry Christmas with Love (2004), A Thousand Different Ways (2006), e l'EP natalizio All is Well (2006). Il suo quarto album (il primo di brani inediti sin da Measure of a Man del 2003), On My Way Here viene pubblicato il 6 maggio 2008.
Dopo la pubblicazione di On My Way Here Aiken lascia la RCA per firmare un nuovo contratto con la Decca Records. Il primo lavoro pubblicato dalla Decca è Tried and True, pubblicato il 1º giugno 2010.
Negli anni seguenti alla partecipazione ad American Idol, Aiken ha girato gli Stati Uniti con nove tour, ha scritto un libro Learning to Sing: Hearing the Music in Your Life insieme ad Allison Glock, ed ha lavorato come produttore esecutivo per lo special natalizio del 2004 A Clay Aiken Christmas. Inoltre è frequentemente ospite di talk show della televisione statunitense, in particolar modo di The Tonight Show e Jimmy Kimmel Live!. Aiken è apparso come guest star nella serie televisiva Scrubs - Medici ai primi ferri ed ha recitato in sketch comici di trasmissioni come Kimmel, Saturday Night Live e 30 Rock.
Aiken si è distinto anche per essere molto attivo in iniziative umanitarie e benefiche: ha fondato la National Inclusion Project (in precedenza chiamata Bubel/Aiken Foundation) nel 2003, ha accettato di essere ambasciatore dell'UNICEF nel 2004, e nel 2006 è stato nominato per un mandato di due anni per il Comitato presidenziale per le persone con disabilità intellettive.
Nel gennaio 2008, Aiken ha debuttato come attore a Broadway nel ruolo di Sir Robin nella commedia Spamalot dei Monty Python. La sua stagione è terminata a maggio, ma è stato riconvocato nel cast a settembre ed ha continuato a recitare il ruolo di Sir Robin sino al 4 gennaio 2009.

## Discografia

### Album studio
- 2003 - Measure of a Man
- 2004 - Merry Christmas with Love
- 2006 - A Thousand Different Ways
- 2008 - On My Way Here
- 2010 - Tried and True
- 2012 - Steadfast

### Raccolte
- 2009 - The Very Best of Clay Aiken
- 2010 - A Thousand Different Ways/Measure of a Man